# Torneo de Hobart 2016
El Moorilla Hobart International 2016 fue un evento de tenis WTA International en la rama femenina. Se disputó en Hobart (Australia), en el complejo Hobat International Tennis Center y en cancha dura al aire libre, haciendo parte de un par de eventos que hacen de antesala al Australian Open, entre el 10 de enero y 16 de enero de 2016 en los cuadros principales femeninos, pero la etapa de clasificación se disputó desde el 8 de enero.

## Cabezas de serie

### Individuales femeninos
| Tenista             | Ranking | Preclasificada |
| Sloane Stephens     | 30      | 1              |
| Camila Giorgi       | 35      | 2              |
| Dominika Cibulková  | 38      | 3              |
| Monica Niculescu    | 39      | 4              |
| Madison Brengle     | 40      | 5              |
| Barbora Strýcová    | 42      | 6              |
| Alizé Cornet        | 43      | 7              |
| Alison Van Uytvanck | 44      | 8              |
| Mona Barthel        | 45      | 9              |

- Ranking del 4 de enero de 2016

### Dobles femeninos
| Tenista                                        | Ranking | Preclasificada |
| Anabel Medina Garrigues Arantxa Parra Santonja | 69      | 1              |
| Kiki Bertens Johanna Larsson                   | 74      | 2              |
| Lyudmyla Kichenok Nadiia Kichenok              | 113     | 3              |
| Darija Jurak Nicole Melichar                   | 125     | 4              |

## Campeonas

### Individuales femeninos
Alizé Cornet venció a  Eugénie Bouchard por 6-1, 6-2

### Dobles femenino
Han Xinyun /  Christina McHale vencieron a  Kimberly Birrell /  Jarmila Wolfe por 6-3, 6-0